# الفحامة
الفحامة هي إحدى نواحي الأعظمية، وتقع شمال شرق مدينة بغداد،
تمتد ناحية الفحامة من جسر المثنى في بغداد إلى ناحية الراشدية وتعتبر إحدى منافذ بغداد قبل أنشاء الطريق الدولي الذي يربط شمال العراق بالعاصمة بغداد.
وتقسم ناحية الفحامة إلى عدة مناطق تبعاً إلى ساكنيها أو ما متعارف عليه نسبة إلى حدث معين أو مكان يشتهر بشيء معين وهذه المناطق حسب التسلسل هي (المريزات - كميرة - حجي جاسم - الفحامة المركز - الجلاعطة - أبو دالي - البو حياة
تمتاز ناحية الفحامة بالطابع العشائري حيث ان أغلب ساكنيها من عشيرة الندا (مع وجود لعشائر الجبور والعبيد) الذين يقطنون المنطقة منذ مئات السنين ويمتهنون الزراعة وخصوصا زراعة الحمضيات والتمر ويبدو هذا جليا من خلال مشاهدة الأراضي الزراعية الكثيرة المتربعة على ضفاف نهر دجلة، وتقع ناحية الفحامة على ضفاف نهر دجلة ويحدها نهر دجلة من ثلاث جهات حيث يشكل حولها حرف (U)، وتقع على مساحة من الأراضي الزراعية تقدر بـ(3) ثلاثة آلاف دونم، وفيها من الإقطاعيين أغلبهم من الأتراك والخوالد والحارثيون وعددهم (30) ثلاثون إقطاعياً.

## القرى التابعة
- منطقة البو دالي
- منطقة الفحامة
- قرية كميرة
- قرية السيفية
- قرية المريزات
- قرية أبو طاوة
- قرية السريدات
- منطقة الحاج جاسم
- منطقة الجلاعطة
- منطقة العنافصة
- منطقة الدباغية
- سبع أبكار[1]

## قرية كميرة الجديدة
تقع منطقة كميرة – وهي إحدى القرى التابعة لناحية الفحامة في الأعظمية – في الطرف الشمالي الشرقي لمحافظة بغداد بالقرب من حدودها مع محافظة ديالى، يكوّن هذه المنطقة شارعين رئيسيين متوازيين عموديين على شارع اخر يؤدي إلى قرية البوكفة من نهايته الشمالية وإلى قرية الحاج صبر من جهته الجنوبية، يسكن هذه المنطقة 1401 نسمة في 153 دارا - ما عدا الشيشان وهي عدد من البيوت في طرف المنطقة

## مواقع ذات صلة بالموضوع
موقع الأعظمية الأول .